# Klasztor Kseropotamu
Klasztor Kseropotamu (grec. Μονή Ξηροποτάμου) – jeden z klasztorów na Górze Athos. Położony jest w środkowej części półwyspu, na wysokości około 200 metrów n.p.m. Zajmuje ósme miejsce w atoskiej hierarchii. Klasztor założony został w X wieku. 
Biblioteka klasztoru przechowuje około 409 rękopisów i około 6 000 drukowanych ksiąg. 
W klasztorze mieszka dziś około 25 mnichów.